# Société française de tramways électriques et de chemins de fer

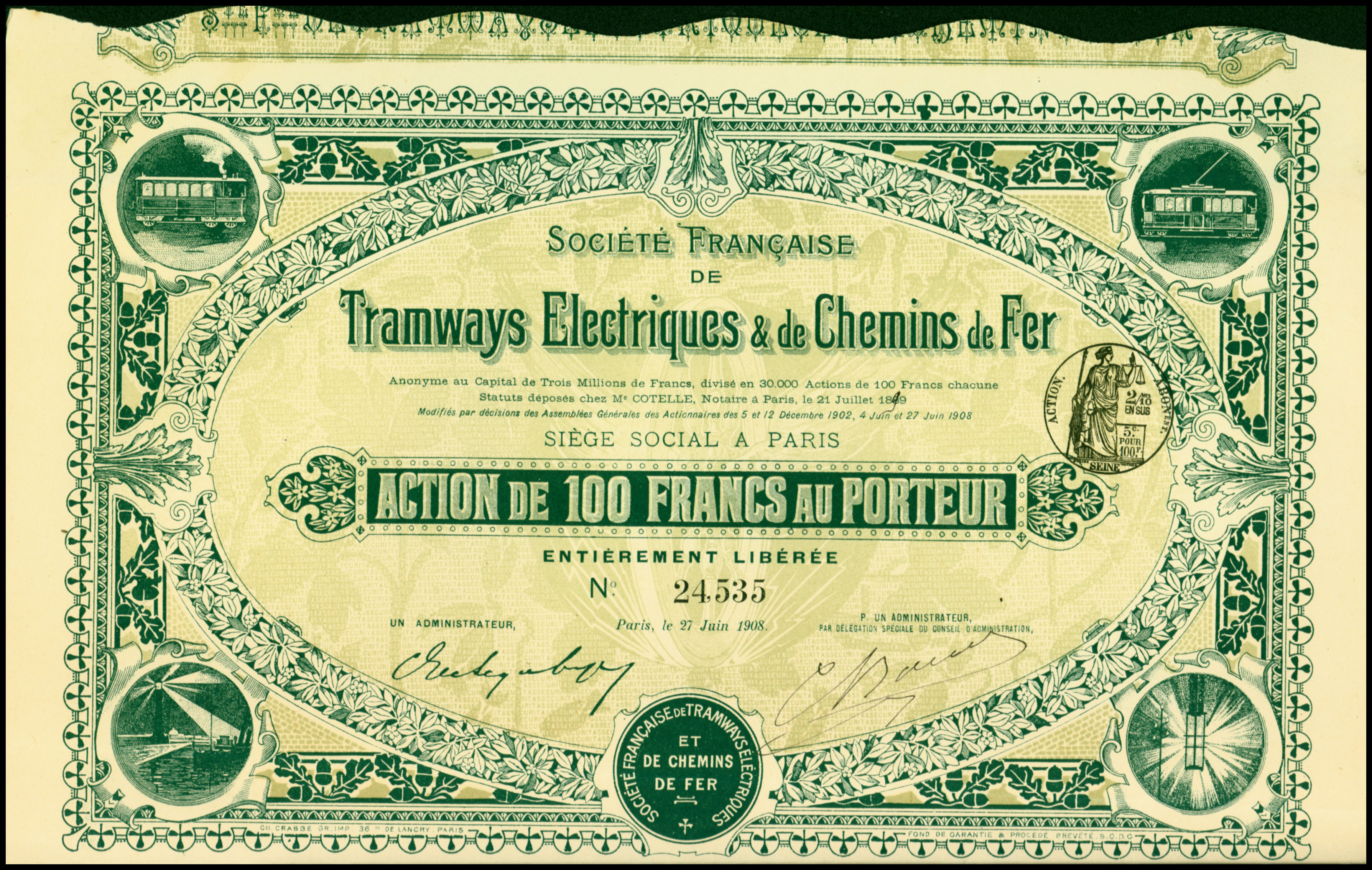
Action de la Société française de tramways électriques et de chemins de fer en date 27 juin 1908.

La Société française de tramways électriques et de chemins de fer (SFTECF) est une ancienne entreprise française.

## Historique
La Société française de tramways électriques et de chemins de fer est créée en 1899 par le comte Louis de Ségur-Lamoignon, vice-président de la Compagnie des wagons-lits.
Elle créa entre autres comme filiales la Société du tramway de Dinard à Saint-Briac en 1899, la Société des chemins de fer de la Manche en 1904, cession du Chemin de Fer d'Intérêt Local de Querqueville à Urville en 1910, la Compagnie des tramways de Lourdes, la Compagnie des tramways de Cherbourg, et avait des participations dans la Compagnie des Tramways et Éclairage Électriques de Vladicaucase, dans les Tramways et Éclairage Électriques de Szabadka et dans la Société Générale de Tramways Électriques en Espagne.
Le siège social était au 47 boulevard Haussmann, puis au 9 boulevard Malesherbes à Paris.
Le comte de Ségur-Lamoignon en présidait le conseil d'administration.
La société fut liquidée en 1927.